# 1966-os magyar öttusabajnokság
Az 1966-os magyar öttusabajnokságot június 26. és 30. között rendezték meg. A viadalt Balczó András nyerte meg, akinek ez volt a ötödik egyéni bajnoki címe. A csapatversenyt a Bp. Honvéd nyerte.

## Eredmények

### Férfiak

#### Egyéni
| Hely | Név              | Klub          | Eredmény |
| ---- | ---------------- | ------------- | -------- |
| 1.   | Balczó András    | Csepel SC     | 5225     |
| 2.   | Móna István      | Bp. Honvéd    | 5192     |
| 3.   | Varga Pál        | Újpesti Dózsa | 5069     |
| 4.   | Török Ottó       | Bp. Honvéd    | 5043     |
| 5.   | Móczár István    | Bp. Honvéd    | 4981     |
| 6.   | Török Ferenc     | Bp. Honvéd    | 4908     |
| 7.   | Sárfalvi Béla    | Csepel SC     | 4804     |
| 8.   | Barna Gyula      | MAFC          | 4734     |
| 9.   | Bodnár János     | Csepel SC     | 4647     |
| 10.  | Pálvölgyi Miklós | Újpesti Dózsa | 4608     |

#### Csapat
| Hely | Név                                        | Klub          | Eredmény |
| ---- | ------------------------------------------ | ------------- | -------- |
| 1.   | Török Ferenc, Móna István, Móczár István   | Bp Honvéd     | 15 114   |
| 2.   | Sárfalvi Béla, Bodnár János, Balczó András | Csepel SC     | 14 663   |
| 3.   | Varga Pál, Deák Ferenc, Pintér             | Újpesti Dózsa | 13 831   |